# گلدال
گلدال (انگلیسی: Gaula) منطقه‌ای مسکونی در نروژ است، که در محدوده شهر تروندلاگ قرار دارد.